# Шехирев, Борис Александрович
Борис Александрович Ше́хирев (1919 — 1995) — старший лётчик 783-го штурмового авиационного полка 199-й штурмовой авиационной дивизии 4-го штурмового авиационного корпуса 4-й воздушной армии 2-го Белорусского фронта, младший лейтенант. Герой Советского Союза.

## Биография
Родился 19 апреля 1919 года в городе Камень-на-Оби (ныне Алтайский край) в семье служащего. Окончил 10 классов и аэроклуб в Новосибирске.
В РККА с 1940 года. В 1942 году окончил Новосибирскую военную авиационную школу пилотов и в 1944 году — Чкаловскую военную авиационную школу пилотов. На фронтах Великой Отечественной войны с июня 1944 года. Член ВКП(б) с 1945 года.
Старший лётчик 783-го штурмового авиационного полка кандидат в члены ВКП(б) младший лейтенант Борис Шехирев к апрелю 1945 года совершил на самолёте-штурмовике «Ил-2» сто три успешных боевых вылета на штурмовку войск противника, нанеся ему значительный урон в живой силе и боевой технике. В тринадцати воздушных боях сбил один вражеский самолёт.
Указом Президиума Верховного Совета СССР от 18 августа 1945 года за образцовое выполнение боевых заданий командования и проявленные при этом мужество и героизм младшему лейтенанту Шехиреву Борису Александровичу присвоено звание Героя Советского Союза с вручением ордена Ленина и медали «Золотая Звезда».
После войны Б. А. Шехирев продолжал службу в ВВС. В 1955 году он окончил Военно-воздушную академию. С 1970 года полковник Шехирев Б. А. — в запасе.
Жил в Воронеже. Работал на ВАСО инженером отдела. Скончался 28 февраля 1995 года. Похоронен на Коминтерновском кладбище.

## Награды
- Герой Советского Союза;
- орден Ленина (18.8.1945);
- орден Красного Знамени (17.2.1945);
- два ордена Отечественной войны I степени (18.8.1944; 11.3.1985);
- орден Отечественной войны II степени;
- орден Красной Звезды.